# Staatswissenschaften und Staatspraxis
Staatswissenschaften und Staatspraxis war der Titel einer verwaltungswissenschaftlichen Zeitschrift.
Sie erschien im Nomos-Verlag von 1990 bis 1998 (Bände 1–9). Der Untertitel lautete: Rechts-, wirtschafts- und sozialwissenschaftliche Beiträge zum staatlichen Handeln. Staatliches Handeln wurde darin aus staats- und verwaltungsrechtlicher, finanzwissenschaftlicher, sozial- bzw. verwaltungswissenschaftlicher und  geschichtswissenschaftlicher Perspektive behandelt.
Die Zeitschrift verkörperte ein Programm einer Verwaltungswissenschaft als Integrationswissenschaft, „die über einen Gegenstand bezogene Diskurse verschiedener Fachdisziplinen aufeinander beziehen und fruchtbar machen will …“